# Georg Hermann Engelhardt
Georg Wilhelm Hermann Engelhardt (* 3. Juni 1855 in Berlin; † 24. Januar 1934 ebenda) war ein deutscher Landschaftsmaler.

## Leben

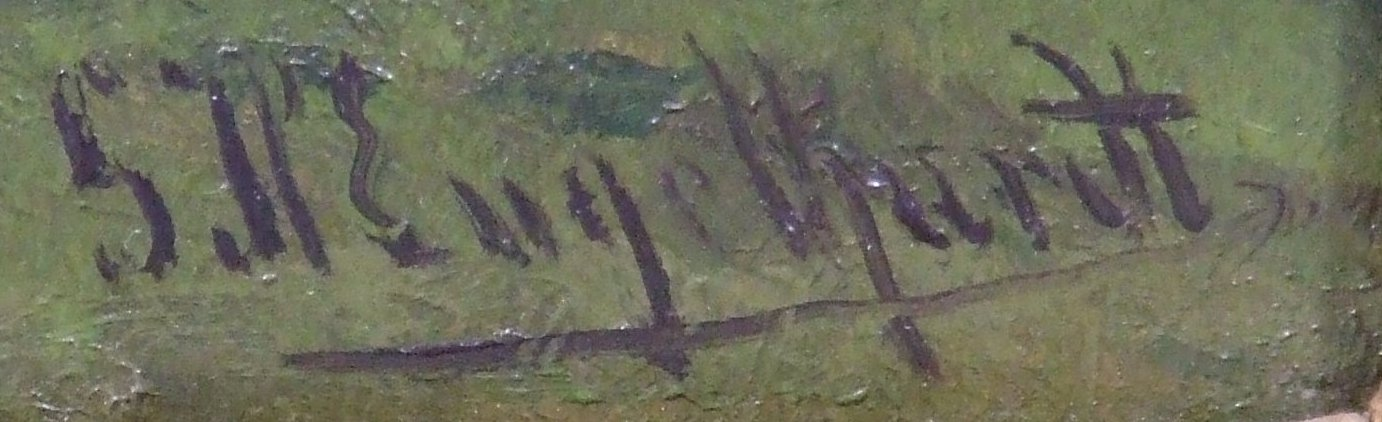
Signatur von Georg Hermann Engelhardt

Georg Wilhelm Hermann Engelhardt wurde als Sohn des Malers und Radierers Georg Engelhardt (1823–1883) geboren. Er studierte an der Preußischen Akademie der Künste in  Berlin bei Otto Knille, Albert Hertel und Christian Wilberg.
Nach dem Studium war Engelhardt meistens in Berlin und in den Alpenländern tätig. Er schuf auch Landschaftsbilder an der Ostsee und im Harz. 
Engelhardt nahm regelmäßig an den Ausstellungen teil, u. a. 
- 1875: Aquarell-Ausstellung im Kunstverein in Hamburg
- 1894: Große Berliner Kunstausstellung
- 1897: VII. Internationale Kunstausstellung im Münchner Glaspalast.
- 1914: Große Berliner Kunstausstellung

Engelhardt starb 1934 verwitwet im Alter von 78 Jahren in seiner Wohnung in Berlin-Schöneberg.

## Werke (Auswahl)

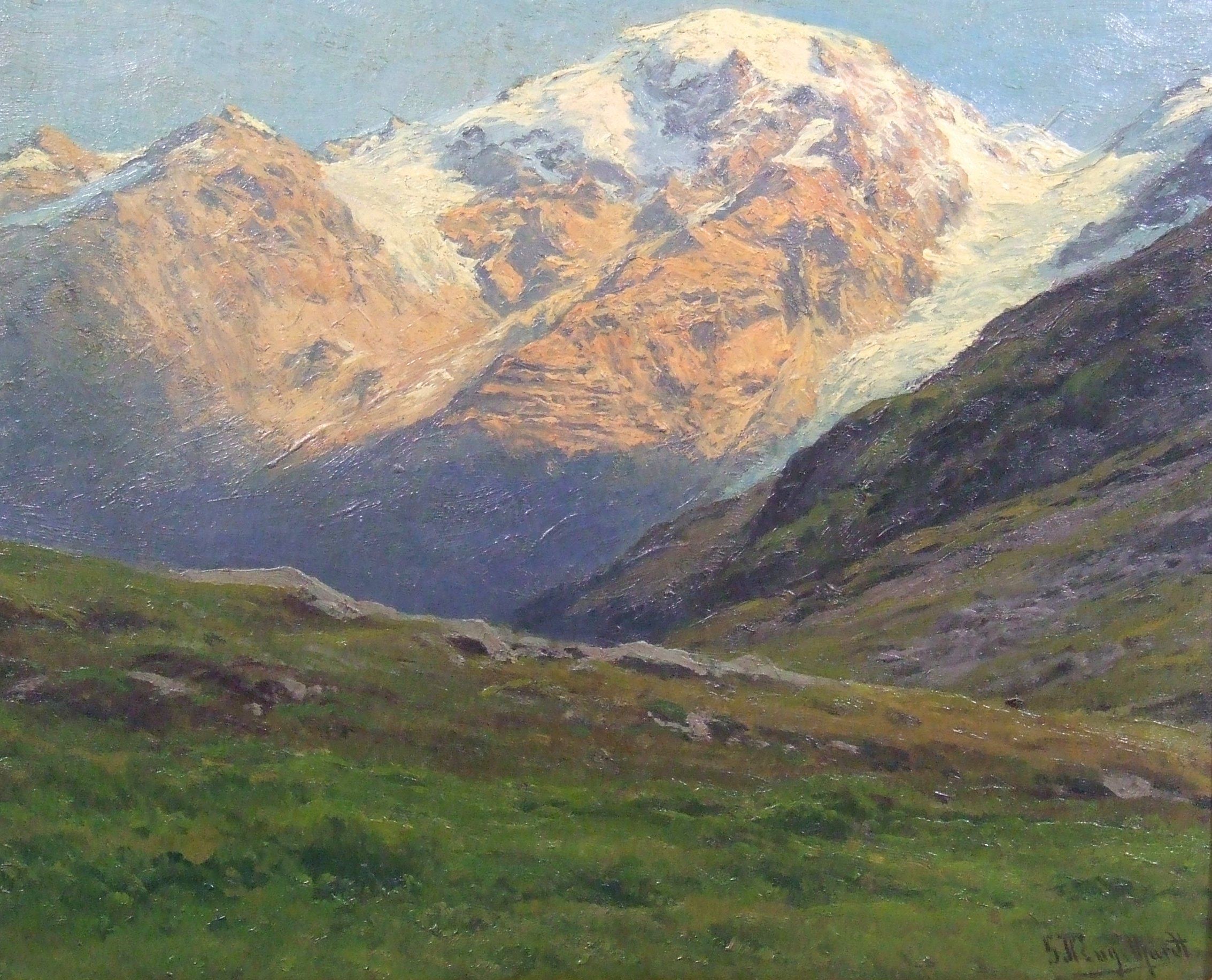
Ortlermassiv
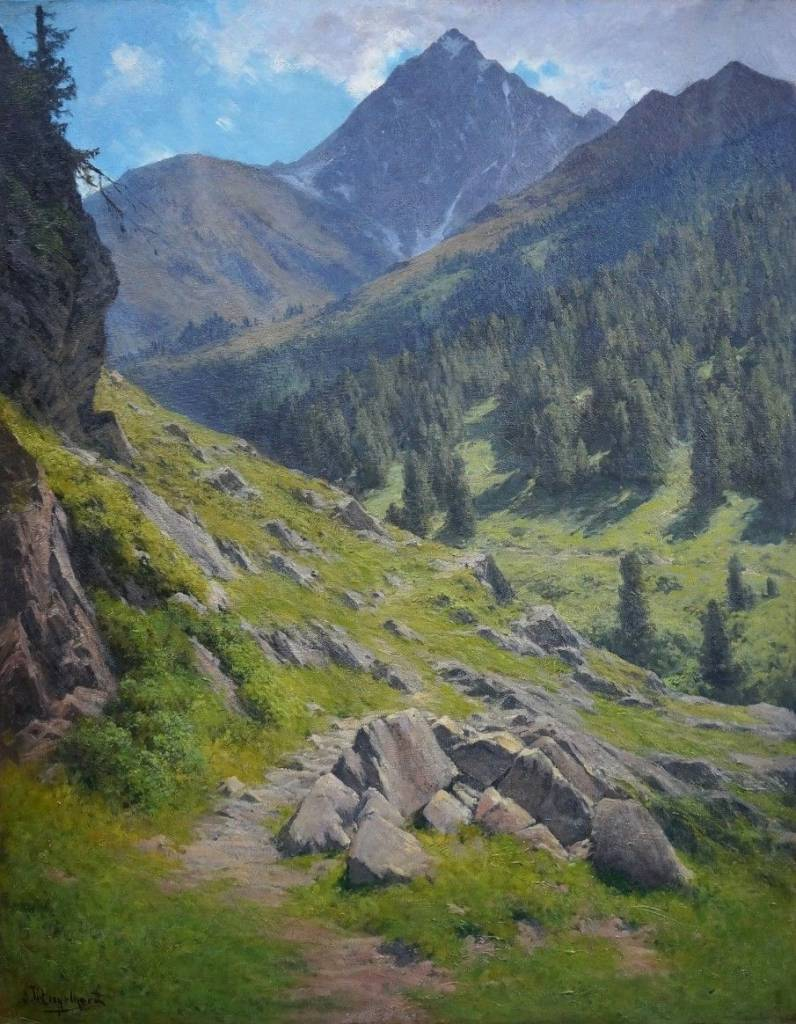
Sommerliche Hochgebirgslandschaft
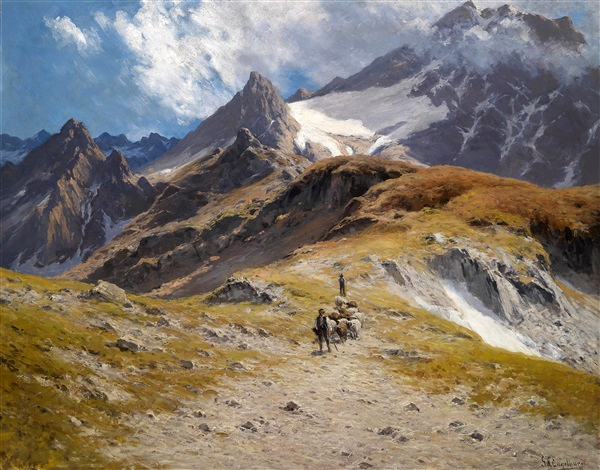
Auf der Hochalm
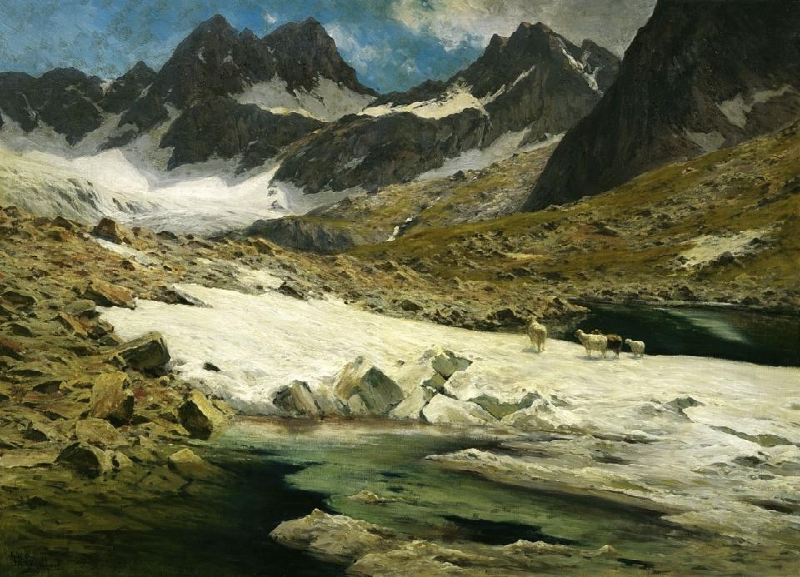
Im Hochgebirge